# Danh sách đĩa nhạc của David Archuleta
Danh sách đĩa nhạc của nam ca sĩ người Mỹ David Archuleta bao gồm 4 album phòng thu, 4 đĩa mở rộng, 11 đĩa đơn và 8 video âm nhạc.

## Album phòng thu
| 2008                                                                          | David Archuleta - Album đầu tay - Phát hành: 11 tháng 11 năm 2008 - Hãng đĩa: Jive/Zomba - Định dạng: CD, tải kĩ thuật số             | 2  | — | 14 | - Mỹ: Vàng - Mỹ: 765,000 |
| 2009                                                                          | Christmas from the Heart - Album Giáng sinh - Phát hành: 13 tháng 10 năm 2009 - Hãng đĩa: Jive/Zomba - Định dạng: CD, tải kĩ thuật số | 30 | 2 | —  | - Mỹ: 246,000            |
| 2010                                                                          | The Other Side of Down - Phát hành: 5 tháng 10 năm 2010 - Hãng đĩa: Jive/Zomba - Định dạng: CD, tải kĩ thuật số                       | 13 | — | 68 | - Mỹ: 67,000             |
| 2012                                                                          | Forevermore - Phát hành: 26 tháng 3 năm 2012 (Philippines) - Hãng đĩa: Ivory - Định dạng: CD, tải kĩ thuật số                         | —  | — | —  | - Philippines: Vàng      |
| 2012                                                                          | BEGIN. - Phát hành: 7 tháng 8 năm 2012 - Hãng đĩa: Shadow Mountain - Định dạng: CD, tải kĩ thuật số                                   | —  | — | —  | —                        |
| "—" Album không có mặt trên bảng xếp hạng hoặc không phát hành ở quốc gia đó. | |    |   |    |                          |

## Đĩa mở rộng
| Năm  | Album |
| ---- | --- |
| 2009 | David Archuleta: American Idol (EP) - Các ca khúc từ American Idol - Phát hành: 2009 - Định dạng: Tải kĩ thuật số                                            |
| 2009 | AOL Sessions 2008 (EP) - David Archuleta thu âm ở AOL Session năm 2008 - Phát hành: 24 tháng 4 năm 2009 - Hãng đĩal: Jive/Zomba - Định dạng: Tải kĩ thuật số |
| 2009 | Fan Pack (EP) - EP chính thức, chỉ phát hành trên iTunes - Phát hành: 9 tháng 6 năm 2009 - Hãng đĩa: Jive/Zomba - Định dạng: Tải kĩ thuật số                 |
| 2010 | Four for the Fans (EP) - EP chính thức, chỉ phát hành trên iTunes - Phát hành: Tháng 7, 2010 - Hãng đĩa: Jive/Zomba - Định dạng: Tải kĩ thuật số             |

## Đĩa đơn

### Đĩa đơn
| Năm  | Đĩa đơn                                  | Vị trí xếp hạng cao nhất | Vị trí xếp hạng cao nhất | Vị trí xếp hạng cao nhất | Vị trí xếp hạng cao nhất | Vị trí xếp hạng cao nhất | Vị trí xếp hạng cao nhất | Vị trí xếp hạng cao nhất | Vị trí xếp hạng cao nhất | Thuộc album                                |
| Năm  | Đĩa đơn                                  | Mỹ                       | US Pop                   | Mỹ AC                    | Mỹ Adult                 | Canada                   | Nhật                     | PRT                      | Thụy Điển                | Thuộc album                                |
| ---- | ---------------------------------------- | ------------------------ | ------------------------ | ------------------------ | ------------------------ | ------------------------ | ------------------------ | ------------------------ | ------------------------ | ------------------------------------------ |
| 2008 | "Crush"                                  | 2                        | 13                       | 6                        | 15                       | 7                        | 89                       | 15                       | 36                       | David Archuleta                            |
| 2009 | "A Little Too Not Over You"              | —                        | —                        | —                        | —                        | —                        | —                        | —                        | —                        | David Archuleta                            |
| 2009 | "Touch My Hand"                          | —                        | —                        | —                        | —                        | —                        | —                        | —                        | —                        | David Archuleta                            |
| 2009 | "Have Yourself a Merry Little Christmas" | —                        | —                        | 22                       | —                        | —                        | —                        | —                        | —                        | Christmas from the Heart                   |
| 2010 | "Something 'Bout Love"                   | 104                      | —                        | —                        | —                        | —                        | —                        | —                        | —                        | The Other Side of Down                     |
| 2010 | "Elevator"                               | —                        | —                        | —                        | —                        | —                        | —                        | —                        | —                        | The Other Side of Down                     |
| 2010 | "Falling Stars"                          | —                        | —                        | —                        | —                        | —                        | —                        | —                        | —                        | The Other Side of Down                     |
| 2011 | "Wait"                                   | —                        | —                        | —                        | —                        | —                        | —                        | —                        | —                        | The Other Side of Down: Asian Tour Edition |
| 2012 | "Forevermore"                            | —                        | —                        | —                        | —                        | —                        | —                        | —                        | —                        | Forevermore                                |
| 2012 | "I'll Never Go"                          | —                        | —                        | —                        | —                        | —                        | —                        | —                        | —                        | Forevermore                                |
| 2012 | "Broken"                                 | —                        | —                        | —                        | —                        | —                        | —                        | —                        | —                        | BEGIN.                                     |

### Đĩa đơn hợp tác
| Năm                                                                             | Đĩa đơn                                                         | Vị trí xếp hạng cao nhất | Vị trí xếp hạng cao nhất | Thuộc album      |
| Năm                                                                             | Đĩa đơn                                                         | Mỹ                       | Tây Ban Nha              | Thuộc album      |
| ------------------------------------------------------------------------------- | --------------------------------------------------------------- | ------------------------ | ------------------------ | ---------------- |
| 2009                                                                            | "I Wanna Know You" (Hannah Montana hợp tác với David Archuleta) | —                        | —                        | Hannah Montana 3 |
| 2010                                                                            | "Somos El Mundo" (với Nhiều Nghệ sĩ)                            | —                        | 31                       | Đĩa đơn từ thiện |
| "—" Đĩa đơn không có mặt trên bảng xếp hạng hoặc không phát hành ở quốc gia đó. |                                                                 |                          |                          |                  |

### Các bài hát khác
| Năm                                                                             | Bài hát                           | Vị trí xếp hạng cao nhất | Vị trí xếp hạng cao nhất | Thuộc album               |
| Năm                                                                             | Bài hát                           | Mỹ Hot                   | Canada                   | Thuộc album               |
| ------------------------------------------------------------------------------- | --------------------------------- | ------------------------ | ------------------------ | ------------------------- |
| 2008                                                                            | "Imagine"                         | 36                       | 36                       | Biểu diễn ở American Idol |
| 2008                                                                            | "Don't Let the Sun Go Down on Me" | 58                       | 50                       | Biểu diễn ở American Idol |
| 2008                                                                            | "In this Moment"                  | 60                       | 56                       | Biểu diễn ở American Idol |
| 2008                                                                            | "Longer"                          | —                        | —                        | Biểu diễn ở American Idol |
| 2008                                                                            | "Angels"                          | 89                       | —                        | David Archuleta           |
| 2009                                                                            | "Zero Gravity"                    | —                        | —                        | Fan Pack EP               |
| 2012                                                                            | "Nandito Ako"                     | —                        | —                        | Forevermore               |
| "—" Bài hát không có mặt trên bảng xếp hạng hoặc không phát hành ở quốc gia đó. |                                   |                          |                          |                           |

## Video âm nhạc
| Năm  | Tên                         | Đạo diễn               |
| ---- | --------------------------- | ---------------------- |
| 2008 | "Crush"                     | Declan Whitebloom      |
| 2008 | "A Little Too Not Over You" | Scott Speer            |
| 2009 | "Touch My Hand"             | Melina Matsoukas       |
| 2010 | "Something 'Bout Love"      | Declan Whitebloom      |
| 2011 | "Wait"                      | [V] Entertainment      |
| 2012 | "Nandito Ako"               | Mac Alejandre          |
| 2012 | "Forevermore"               | Sony Music Philippines |
| 2012 | "I'll Never Go"             | Sony Music Philippines |